# Saint-Lary (Ariège)
Saint-Lary ist eine französische Gemeinde mit 147 Einwohnern (Stand: 1. Januar 2022) im Département Ariège in der Region Okzitanien. Sie gehört zum Arrondissement Saint-Girons und zum Kanton Couserans Ouest. 

## Lage
Sie grenzt im Nordwesten an Boutx, im Norden an Portet-d’Aspet, im Nordosten an Galey, im Osten an Augirein, im Südosten und im Süden an Antras und im Südwesten an Melles. Der Ort liegt am Fluss Bouigane.

## Bevölkerungsentwicklung
| Jahr      | 1962 | 1968 | 1975 | 1982 | 1990 | 1999 | 2008 | 2015 |
| --------- | ---- | ---- | ---- | ---- | ---- | ---- | ---- | ---- |
| Einwohner | 293  | 245  | 165  | 147  | 133  | 136  | 155  | 132  |